# Zisi
Zisi (chinês: 子思, pinyin: Zǐsī, Wade–Giles: Tzu-ssu; ca. 481 a.C. — 402 a.C.), nascido Kong Ji (孔伋), foi um filósofo chinês. Era o único neto de Confúcio e acredita-se que tenha sido mestre de Mêncio e escrito a Doutrina do Meio. É honorificamente chamado de Zisizi (子思子, "Mestre Zisi").
Enquanto seu avô começou a fazer uma distinção entre verdade e conhecimento que se supõe, Zisi procedeu a uma reflexão sobre a relatividade no conhecimento humano do universo. Ele tentou analisar vários tipos de ação como possíveis, e acreditava que as pessoas sábias que eram conscientes de suas tarefas morais e intelectuais pudessem copiar a realidade do universo para dentro de si.
Junto com Mêncio, Zisi foi atacado por Xunzi em seu famoso capítulo "Contra os doze mestres". O alvo dos ataques de Xunzi era o ensino do texto Wuxing. Uma versão do livro de mesmo título é atribuída a Zisi.